# 利努斯·施特拉塞尔

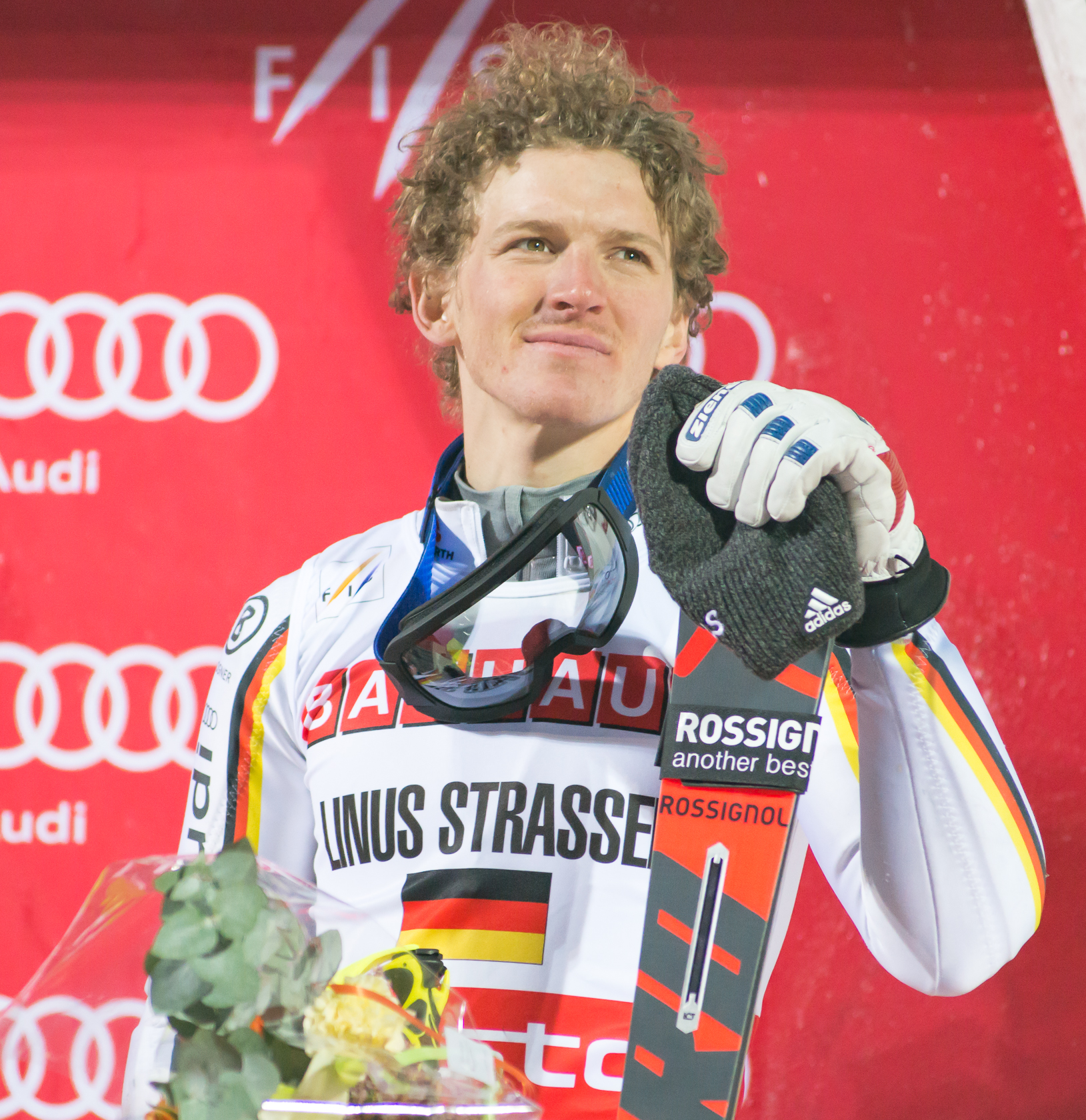
利努斯·施特拉塞尔

利努斯·施特拉塞尔（德語：Linus Straßer，1992年11月6日—），德国男子高山滑雪运动员。他曾代表德国参加2018年和2022年冬季奥林匹克运动会高山滑雪比赛，其中2022年冬季奥运会获得一枚银牌。